# Tor (fartyg)
Tor är ett fartyg levererat 1899 från AB Lundby Mekaniska Verkstad i Göteborg till Göteborgs Bogserings AB i Göteborg.
Fartyget var ursprungligen utrustat med en ångmaskin om 100 hästkrafter tillverkad vid Lundby Mekaniska Verkstad.

## Historik
- 3 november 1899 – Fartyget beställdes av Göteborgs Bogserings AB för leverans under oktober 1899. Kontrakterad byggkostnad var 24 000 kr.
- 1 oktober 1899 – Provtur.
- 30 november 1899 – Fartyget levererades till Göteborgs Bogserings AB. Det sattes i trafik som bogserbåt i Göteborgs hamn.
- 1920 – Göteborgs Bogserings AB bytte namn till Göteborgs Bogserings & Bärgnings AB med säte i Göteborg.
- 1928 – Fartyget döptes om till Tor I.
- 10 maj 1929 – Fartyget köptes av Munksjö AB i Jönköping för 16 000 kr. Det döptes om till Tor och sattes i trafik som timmerbogserare vid Aspa bruk. Det användes även som  isbrytare på Göta kanal och för chartrade turer med passagerare. Passagerarkapacitet var 60 passagerare.
- 1958 – Fartyget lades upp.
- 1963 – Fartyget köptes av Sven-Olof Ragnar Wetter och Tage Gustavsson på Visingsö.
- 1964 – Fartyget byggdes om till passagerarfartyg. Det motoriserades med en dieselmotor om 95 hästkrafter.
- 1967 – Fartyget döptes om till Hebe II.
- 1968 – Fartyget köptes av HB Visingsöbåtarna Gustavsson & Wetter på Visingsö.
- 1979 – Fartyget köptes av HB Visingsöbåtarnas Rederi Moberg & Johansson på Visingsö.
- 1979 – Fartyget köptes av Wetterns Båttrafik HB i Vadstena. Det döptes om till Victoria af Vadstena och sattes i trafik på traden Motala–Vadstena.
- 1982 – Fartyget köptes av T Ljung i Gryt för 200 000 kr. Det döptes om till Viktoria av Gryt.

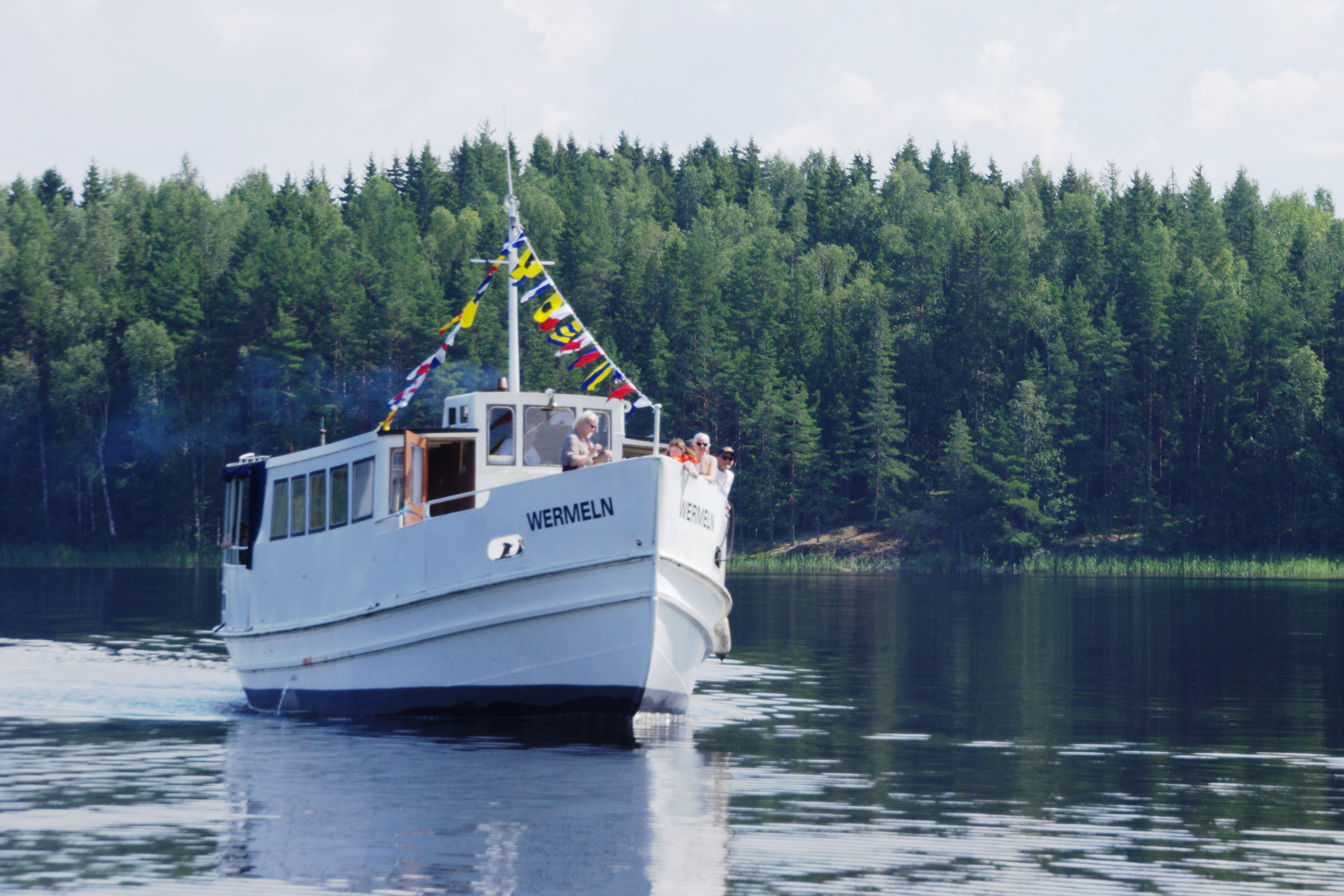
Wermeln på sjön Värmeln vid Gammelvala 2025.

- Februari  1985 – Fartyget köptes av Brunskogs hembygdsförening i Brunskogs socken vid Arvika. Det döptes om till Wermeln af Edane och sattes i trafik på sjön Värmeln.  Ny huvudmaskin om 100 hästkrafter installerades.